# Lijst van spelers van Stormvogels
Dit is een lijst van voetballers die minimaal één officiële wedstrijd hebben gespeeld in het eerste elftal van de Nederlandse voormalig profclub Stormvogels.

## A
- Jaap Admiraal
- Henk Angenent
- Henk Asbeek Brusse

## B
- Ko Bakker
- Andries Bannink
- Leen Bartels
- Johan de Bie
- Toon de Boer
- Jan van de Bor
- Jan Blinkhof
- Jelle Blinkhof
- Cor Brom
- De Bruin
- Jan de Bruin

## C
- Frans Cleeren
- Jac Cleeren

## D
- Paul Degenaar
- Van der Does
- Hans van Doorneveld
- Dirk van Duivenbode
- Piet van Duivenbode
- Guus Dräger
- Jan Dijkxhoorn

## E
- Hubrecht Effern
- Toon Effern
- Paul Egner

## F
- Joop Fijen
- Ben Freriks

## G
- Cees Glas
- Arie Gouda
- Nico de Graaf
- Siem de Graaf
- Cees Groot
- Henk Groot

## H
- Karel Haak
- Bram Haverkamp

## J
- Han Janssen
- Henk Janssen
- Johan Janssen

## K
- Theo van Kampen
- Wim van Kampen
- Hans Kiewiet
- Simon Kistemaker
- Piet Kloosterman
- Wim Koster
- Wijnand de Klerk
- Piet Kraak

## L
- Leen van der Lugt
- Jan Luppens

## M
- Wim Maarleveld
- Gouke van der Meer
- Jaap Minneboo

## N
- Wim Nat
- Leo Nieuwenhuis
- Kees Noomen

## O
- Kees Oldenburg
- Cock Oldenburg
- Dick van den Oever

## P
- Peters
- Jaap Pirovano
- Wim Plug
- Poldervaart
- Cornelis Post

## R
- Piet Ramakers
- Herman Rijkaard

## S
- Rein Smits
- Snelders
- Jan Snoeks
- Henk Snoeks
- Jan van der Stelt

## T
- Jan Thijssen
- Jan Tol

## V
- Freek Venus
- Joop Venus
- Simon Vessies
- Gerrit Visser
- Jaap Visser
- Jaap de Vries
- Glijn Visser

## W
- Wim van der Waal
- Koos van Weerlee
- Cees de Winter
- Bert van Wooning
- Theo Walraven
- Wil Wortel

## Z
- Wim Zoeteman